# Sennelier

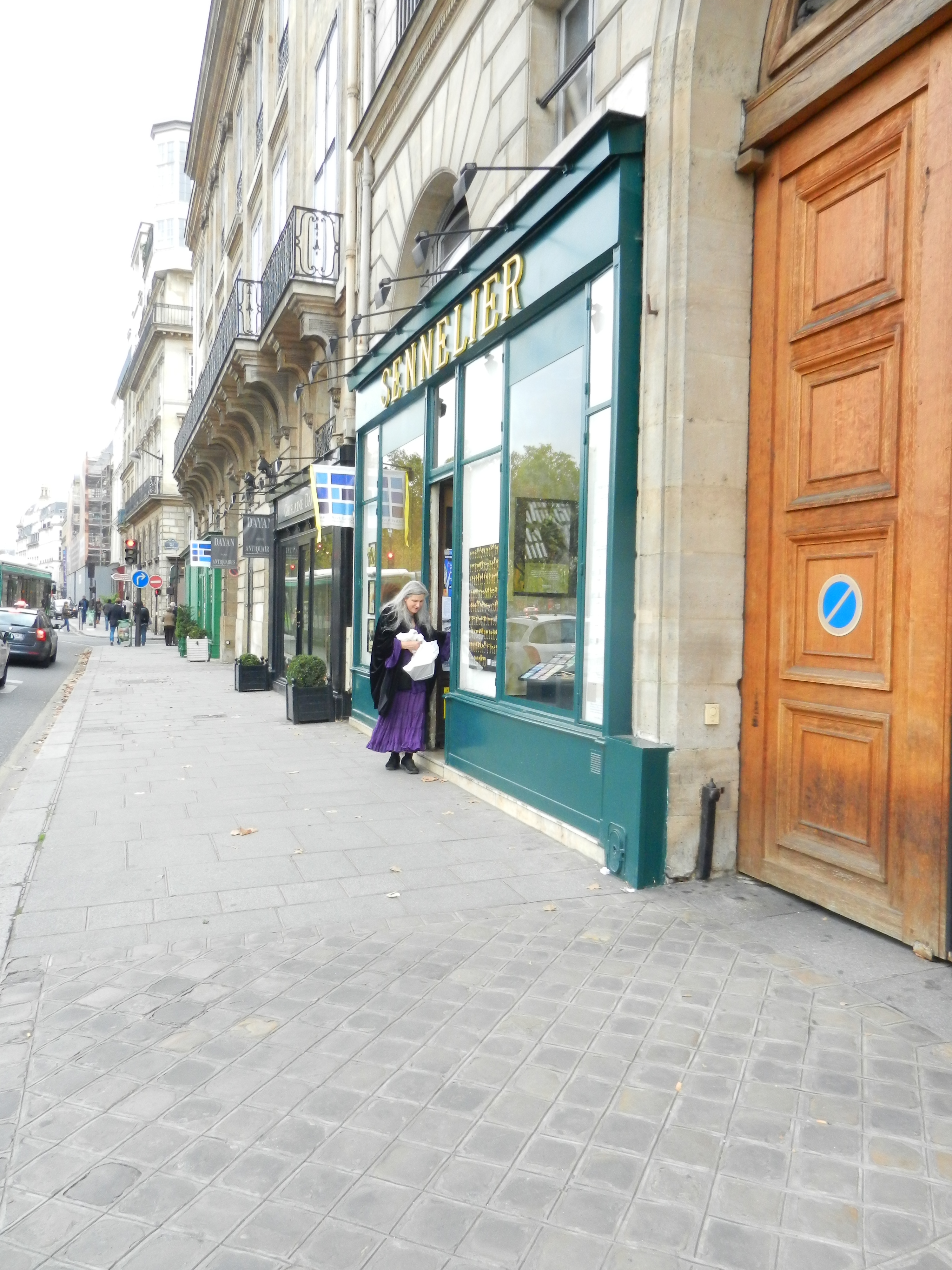
Magasin historique à Paris, quai Voltaire.

Sennelier, du nom d'un marchand de couleurs français installé à Paris en 1887, est une marque de couleurs pour artistes, peintures, encres, pastels.

## Histoire
À la fin du XIXe siècle, les artistes peintres n'avaient plus, comme ceux du XVIIe siècle, la maîtrise technique de la fabrication des couleurs à partir des pigments que leurs procuraient les apothicaires. Ils recherchaient, parfois avec difficulté, des fournisseurs de confiance pour leurs fournitures. L'industrie chimique proposait de nouveaux colorants de synthèse, séduisants, mais qui n'avaient pas toujours la meilleure résistance au temps et à la lumière ; les liants et le broyage des pigments ne correspondaient pas toujours à leurs attentes. La profession de marchand de couleurs tend à se différencier de droguiste.
En 1890, Gustave Sennelier, attentif aux exigences des artistes, avec une formation de chimiste, se lance dans le commerce des couleurs pour artistes. Il reprend le fonds de la maison Prévost, fondée en 1773, installée quai Voltaire. Il prit l'initiative rare de communiquer la composition chimique de ses produits dans un petit livre publié en 1912.
Sennelier produira des couleurs pour la peinture à l'huile, l'aquarelle, le pastel sec, exportées dans de nombreux pays, ainsi que des supports de peinture.
L'entreprise, entretenant toujours à la fois des liens avec des artistes prestigieux et les compétences en chimie nécessaires à la garantie des colorants, s'est ensuite développée dans des ateliers de production, au-delà du magasin du quai Voltaire et des couleurs, avec des toiles et papiers pour artistes.
Sennelier est devenue[Quand ?] une  des marques commerciales de la société Max Sauer, dont l'activité d'origine est la fabrication de pinceaux pour artistes.

## Artistes habitués
Picasso, Cézanne, Salvador Dali, Chagall, Degas, Sonia Delaunay, Balthus, Gustave Moreau…